# 横浜家具
横浜家具（よこはまかぐ）とは、横浜で製作された西洋家具のことである。
海外から持ち込まれた家具の修理をしたことがきっかけとなって横浜で発祥した西欧風の木製家具であり、現在も作られ続けている。幕末期には家具の修理が中心であったが、次第に生産も行うようになった。横浜で生産される西洋家具はヨーロッパで作られている家具とは異なった特徴もそなえているので「横浜家具」と呼ばれているのである。

## 概要
「横浜家具」と一言で言っても、時代ごとにその性格は異なる。
横浜家具は横浜で作られる西欧風の木製の家具であり、元々日本にあった家具（日本式の家具）ではない。横浜家具の起源を辿ってみると、日本が江戸時代に鎖国されてから後、幕末に再び横浜が開港されて海外から人が横浜に入ってくるようになったことに伴い、持ち込まれた家具の修理を地元の木工職人が請け負うようになりそれを行う人々は「ばんこ屋」と呼ばれていたが、やがて海外から持ち込まれた家具の修理を通して日本の木工職人が西欧風の家具の形状を知り、それを元に独自の作り方で西欧風の家具を製造するようになり今日に至っている。
上記の幕末の横浜開港から明治初期までを横浜家具の最初の時代とするならば、明治10年代から1923年（大正12年、関東大震災）は次の時代と位置付けることも可能で、この時期には東洋趣味の木彫りの彫刻を施した家具が製作され、盛んに輸出され、陶器や漆器と並び、輸出用工芸品と言ってよいような位置づけであった。著名な職人として、沼島治郎兵衛や遠藤安晴、丹下武三郎、高松政吉・常作親子、篠原幸四郎・芳次郎・義雄親子などがいた。このうち高松家は桐生の彫刻師で、日光の彫刻を手掛けた高松又八の末裔である。
横浜家具の特徴としては、釘をほとんど使わない（場合によっては全く使わない）という点が挙げられる。すなわち接合部が上手く噛み合うように特殊な細工を材木に施し、それを組み合わせて作っているのである。この西洋風の家具を作っているのに釘をほとんど使わないという点が、横浜家具のアイディンティティとも言える。他にもヨーロッパの家具にしばしば見られる曲面は、一般的に鑢を使って作ることが多い。だが横浜家具の場合はそのような曲面を、主に曲線的な刃を持った鉋を使って出しているという特徴もある。この時に使用される鉋は多様である。つまり大きさも形も様々な鉋を使って仕上げており、この点も横浜家具が持つ独特な点である。鉋を使って出した曲面と鑢を使って出した曲面は趣が変わるため、これが横浜家具の外見的な特徴になっている。
上記のような独自の作り方をする横浜家具を作る木工職人は最盛期に比べると減ってしまっており、その独自の技法が失われることが懸念されている。

## 木組みの手法
日本では横浜が開港された時、すでに釘を使わずに木を組み合わせて様々な物を作る木工技術が確立されていた。横浜家具を作る時に用いられる木組みの手法はそれを応用したものである。

## 使用される鉋
横浜家具の製造に使用される鉋は多様である。ただその鉋の多くは曲線的な刃をもっている。これは一般的な材木加工に用いられる鉋とは違った特殊なものである。ここではその鉋について紹介する。

## 生産量等のデータ
基本的に全て手作業で作られているので大量生産はできない。